# Natthaphong Samana
Natthaphong Samana (taj. ณัฐพงษ์์ สมณะ, ur. 29 czerwca 1984 w Chiang Mai) – piłkarz tajski grający na pozycji lewego obrońcy lub pomocnika.

## Kariera klubowa
Karierę piłkarską Samana rozpoczął w klubie Chiangmai FC. Grał tam jedynie w drużynie juniorów i w 2004 roku odszedł do Krung Thai Bank FC z Bangkoku. W tamtym roku zadebiutował w jego barwach w tajskiej Premier League. W Krug Thai Bank grał przez 3 sezony, ale nie osiągnął większych sukcesów. W 2007 roku podpisał kontrakt z klubem Chonburi FC. W 2008 roku zdobył z nim Kor Royal Cup, a w 2009 roku powtórzył to osiągnięcie. W 2015 przeszedł do Suphanburi FC.

## Kariera reprezentacyjna
W reprezentacji Tajlandii Samana zadebiutował w 2007 roku. W tym samym roku został powołany do kadry na Puchar Azji 2007. Tam był rezerwowym i nie rozegrał żadnego spotkania.